# 大野伴睦
大野 伴睦（おおの ばんぼく、本名：大野 伴睦〈おおの ともちか〉、1890年〈明治23年〉9月20日 - 1964年〈昭和39年〉5月29日）は、日本の政治家。
東京市会議員を経て衆議院議員となり当選13回、衆議院議長、北海道開発庁長官、日本自由党幹事長、自民党副総裁を務めた。
典型的な党人政治家として知られ、「伴ちゃん」の愛称で親しまれた。また、「政治は義理と人情だ」「猿は木から落ちても猿だが、代議士は選挙に落ちればただの人だ」などの名言を残した。タカ派の政策集団・青嵐会を結成した中川一郎の政界での師匠として知られる。

## 生涯

### 生い立ち
岐阜県山県郡谷合村（現在の山県市）で、大野直太郎の四男として生まれた。兄2人（直太郎の次男、三男）は早世した。母・国枝は臼井半四郎の二女。父・直太郎は谷合村村長、助役などを務め、その半生を村政のために尽くしたので私産をほとんど蕩尽した。呉服類も扱っていたが、親戚知友からの借銭でことを足すようになり、その負債の返還に迫られて苦しんだという。
高等小学校を卒業後名古屋陸軍幼年学校を受験するも不合格となる。
1908年（明治41年）に上京する。1910年（明治43年）に明治大学に入学する。1911年（明治44年）の初夏に急性盲腸炎となり入院し、休学する。
やがて護憲運動に関心を持ち、1913年（大正2年）に大正政変の暴動に加わったことで逮捕され留置所に入り、明大からも退学処分を受けた。その後立憲政友会本部に立ち入るようになって、三多摩壮士の総帥であり、党の幹部だった村野常右衛門に薦められて政友会院外団員となった。
1915年（大正4年）5月14日に本所緑町で加藤外相攻撃の演説を行ったことで再び逮捕され、治安警察法第9条違反の罪で禁錮3月の判決を受け、市ヶ谷監獄に収監された（11月に大正天皇の大礼に伴う大赦で出獄）。
1922年（大正11年）、芝区から東京市会議員となった。

### 代議士として

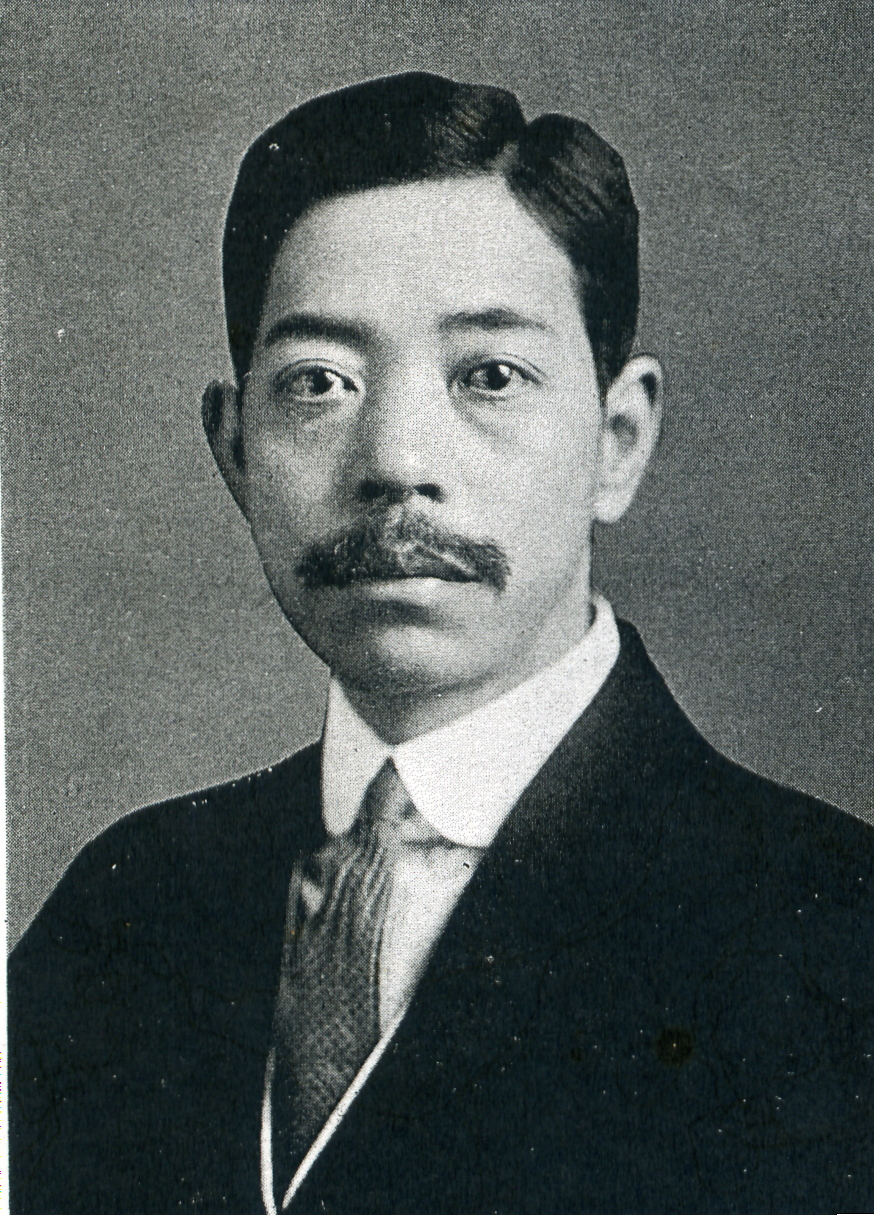
代議士初当選当時における大野の肖像写真

1930年、第17回衆議院議員総選挙に岐阜1区から出馬して初当選。政友会鳩山派に属す。
1933年、キリスト教団体美濃ミッションに対して「市民は合法的に、実力で美濃ミッションを閉鎖せよ」と主張して排撃運動を推進した。
新体制運動のスローガンが叫ばれていた1939年、政友会の分裂に際し、鳩山一郎とともに正統派（久原房之助派）に所属。1941年、翼賛議員同盟に反発して鳩山らとともに同交会の結成に参加。1942年、非推薦で翼賛選挙に立候補するも落選した。

### 戦後の活動
1945年に日本自由党の結成に参加。1946年、第22回衆議院議員総選挙に自由党公認で立候補し当選し国政復帰。総裁の鳩山、幹事長の河野一郎が公職追放されたのを受け、党人側から政治経験の浅い吉田茂のお目付け役として後任の幹事長に就任する。吉田内閣では官僚出身の吉田を党側の人間として補佐し、林譲治や益谷秀次とともに「党人御三家」と呼ばれた。第1次吉田内閣の総辞職後に政権を獲得した日本社会党の右派西尾末広から連立内閣での内務大臣就任を要請されるが、「社会党の左派を切らない限り政権には参加しない」として固辞した。
野党時代で民主自由党顧問だった1948年6月、政治資金に関する問題で衆議院不当財産取引調査特別委員会に証人喚問された。同年、昭和電工事件に連座し起訴された。ただ、1951年には無罪判決を勝ち取った。
1952年8月26日に衆議院議長に就任したが、その2日後に抜き打ち解散が行われてわずか3日で議長職を失う。10月の議長選挙で再選されたものの、今度は5ヵ月後にバカヤロー解散が行われて議長を長く務めることはなかった。
鳩山の追放解除後は三木武吉、河野一郎ら鳩山側近と対立し吉田派に転じた。特に戦前は政友会とは対立関係であった立憲民政党出身でありながら、戦時中の翼賛議会以後に急速に鳩山と接近してその無二の腹心となった三木に対しては激しい反発を持っていた。
1953年には第5次吉田内閣に北海道開発庁長官として入閣。この際、院外団時代に衝突事件を起こし逮捕された時に、起訴を担当した検事小原直から法廷で「本当ならば極刑に処すべきだ」とまで言われたが、小原も法務大臣として共に入閣する事になった。その際、首相の吉田茂に対して冗談交じりに「ここに私を極刑にした方がいいとおっしゃった方がいるのですが、同席してもいいのでしょうか？」と訊ねたことがある。なお、長官時代に秘書官を務めた中川一郎を見初め、政界入りを促した。
1954年には自由党総務会長に就任し、反目しあっていた日本民主党総務会長の三木武吉と和解し、保守合同を進めた。

### 政界の重鎮
保守合同の話は進んだが、誰を総裁とするかで合意がまとまらなかったが、結党後に公選によって総裁を選出することとし、二党の総裁と総務会長であった鳩山、緒方竹虎、三木、大野の4人による総裁代行委員が設置されることとなった。こうして1955年11月、自由民主党は結成された。なお、後の1956年4月には緒方の死去などもあり、鳩山が自由民主党総裁選挙により総裁に就任した。同年5月、日本消防会館建設資金のため50万円寄付により1957年8月5日紺綬褒章受章、功績顕著として木杯台付一組を賜った。
自民党内では自身の派閥となる白政会（のちに睦政会となる）を旗揚げし、大野派として約40名を擁する派閥の領袖となった。なお、大野の死後、大野派は一新会（船田派）と一陽会（村上派）に分裂した。
1957年に初代自民党副総裁に就任した。また、日本遺族会の顧問を務め、1958年1月には遺族からなる陳情団を組織し、政府および自民党に対して靖国神社への公式参拝を要求した。
岸内閣時代、岸信介首相から大野派（白政会）を主流派として内閣に協力させることの見返りに後継総裁の念書を手に入れるが、これを反古にされる。一説にはこの事について岸は「床の間に肥溜めをおけるわけがない」と言い放ったという。また渡邉恒雄によるとこの一件は昭和31年（1956年）の総裁選における意趣返しであるという。この出来事をきっかけとして、大野は終生岸を憎むこととなる。岸が首相正式辞任直前に右翼（大野を支持する院外団にいた男）に刺され負傷した際には「ざまあみやがれあの法螺吹きが」と発言したという説もある。
大野は首相就任に強い意欲を燃やしており、1960年7月に行なわれた岸辞任後の自民党総裁選では、池田勇人に対抗し、石井光次郎とともに党人派から出馬に名乗りを上げた。しかし、大野支持で岸派の一部・十数名を束ねていた川島正次郎から「党人派が分裂すると池田に勝てないので、石井一本にまとめたほうがいい」との進言を受け、大野は泣く泣く出馬を辞退する。ところが川島は「大野を支援しようと思ったが、辞退したのでわが派は池田を支持する」と表明し、池田当選に一役買うこととなる。この時大野は「川島にだまされたんだ」と再度号泣したといわれる。
1961年、池田に接近し再び自民党副総裁に就任。脳血栓で東京都新宿区の慶應義塾大学病院に入院中だった1964年5月29日に心筋梗塞を起こして死去した。73歳没。死没日をもって勲一等旭日桐花大綬章追贈、従二位に叙される。墓所は池上本門寺。1964年6月14日に大野の地元である岐阜県で盛大な県民葬が開催された。岐阜市民センターで執り行われたこの県民葬は岐阜県知事を執行委員長として中央官僚や地元選出の議員、県議員、岐阜県の主な企業の経営者、後援会など総勢3千人が集まった 。

## 大野派の主なメンバー
- 荒舩清十郎
- 石原幹市郎
- 稲村左近四郎
- 内海英男
- 太田正孝
- 大野明
- 神田博
- 倉石忠雄
- 小林絹治
- 近藤鶴代
- 田村元
- 塚田十一郎
- 徳安実蔵
- 中井一夫
- 中川一郎
- 中山マサ
- 原健三郎
- 原田憲
- 平野三郎
- 福田篤泰
- 福田一
- 船田中
- 水田三喜男
- 三原朝雄
- 村上勇
- 渡辺栄一

## 岐阜県と大野

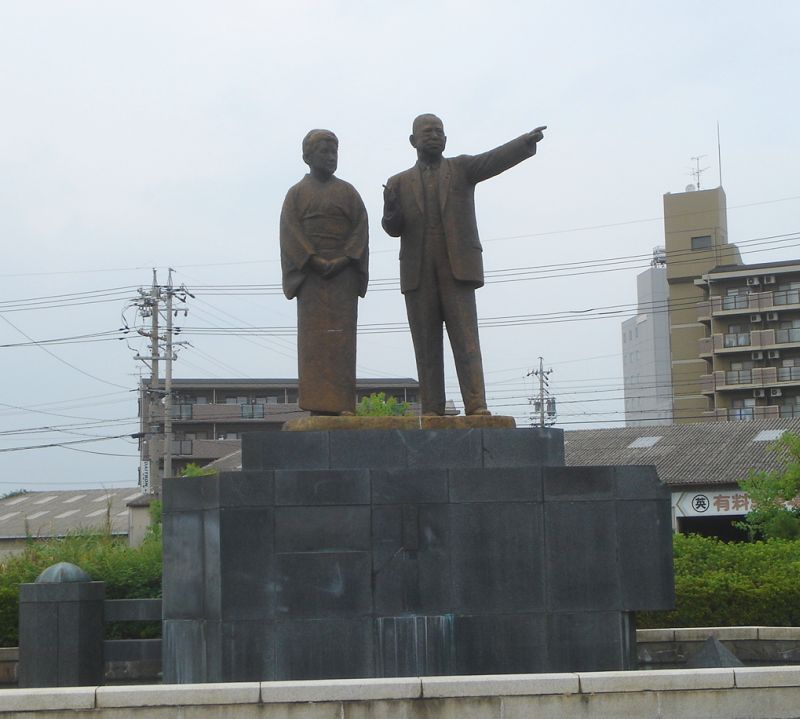
岐阜羽島駅近くの銅像

- 地元岐阜県に東海道新幹線岐阜羽島駅を誘致したとされ、政治駅と騒がれた。駅前には大野夫妻の銅像が立つ。
- 産経新聞の『戦後史開封』によると、岐阜県は岐阜市または大垣市への新幹線駅設置を要望するが、両市付近の地盤は弱く、また路線を大幅に迂回させなくてはならないために建設予算や名古屋駅以西の所要時間が増える関係上、日本国有鉄道（国鉄）は難色を示した。これに地元は激しく反発し、一時国鉄は岐阜県内での測量ができない状態になった。そこで国鉄が大野に斡旋を依頼し、結局、新幹線路線を迂回させることの無い岐阜羽島駅の設置となった。これは大野自身が地元の利権に絡んで国鉄に圧力をかけたわけではなく、むしろ地元の利益よりも新幹線の速達性を優先した結果であった。岐阜羽島駅が今日、政治利権の権化とされるのは、地元の利益の代弁を装い、地元の利益誘導をでっちあげたことに由来する。大野は東海道新幹線の開業を見ることなくその約4か月前に死去している。なお、国鉄樽見線（現在の樽見鉄道樽見線）の建設にも関与している。
- 「海なし県」の岐阜県を海に直結する「中部横断運河」計画の強力な推進者であった。
- 主要地方道日立大宮氏家線を国道293号への国道指定に尽力したため（大野の死去から5年後に実現）、この道のうち現在は国道400号との重複区間に位置する栃木 - 茨城県境の峠は「伴睦峠」と名付けられている。なお、大野の国道指定尽力で死去前に国道へ昇格された路線は国道258号（岐阜県大垣市 - 三重県桑名市）がある。
- 間組のダム建設受注に関しては、ハザマ側から大野に対して積極的な工作が行われた。
- 亡くなって既に60年経つが、未だに岐阜県出身者で最も首相の座に近づいた政治家と呼ばれる[9]。

## 人物

### 人物像
趣味は読書、囲碁、骨董、俳句、麻雀など。日蓮宗を信仰する。
義理人情に厚い性格から「伴睦殺すにゃ刃物はいらぬ、大義大義と云えばよい」という戯れ歌でも知られた。保守合同にあたっては、この性格を知る宿敵・三木武吉が「保守合同は救国の偉業」という論理から説得したことで、大野はただちに意気投合したと言われている。
義理と人情に厚いという評判から、真偽のわからない人情話に事欠かない政治家であった。一例として、自分の選挙区とは関係もないある老婦人が「家の近くのドブ板の整備を役所に頼んでも一向にやってもらえない」と訪ねてきた際、憤慨した大野はさっそく役所に電話を入れ、すると今まで老婦人の声を聞き入れもしなかった担当課長が菓子折りを持ってきて謝罪し、すぐに作業が始まったといわれる。
他にも、大野の在宅時に自宅に泥棒が入った際、外遊のために用意していた金を渡し、「今これだけしかないが、もっといるのか？」と聞いた。泥棒は大野の思いもよらない対応にのまれ、逆に「これから一生懸命働いて、必ずこのお金をお返しに来ます」とまで言った。また、事務所に全く見知らぬ青年が駆け込んできて「お金を貸してください」と言ってきたとき、大野は全く疑いもせずこころよくお金を貸したこともあったとされる。以上のような態度・対応をとったのは、政治家のところに泥棒に入ったり金を借りにくるのはよほど困ったことがあったのだから、できるだけのことをしてやろうという考え方があったではないかといわれている。
酒豪としても知られ、「酒は飲む以上わけがわからなくなるまで飲むべきだ」という名言がある。

### 俳人
俳人としても有名で、万木（ばんぼく）の俳号で多くの俳句を残した。そのうちの一部は句碑になっている。没後の1966年に『大野万木句集』が出された。

### 佐藤栄作との関係
総裁密約に立ち会った岸の実弟・佐藤栄作に強い反感を抱くようになり、｢俺の目が黒いうちは佐藤は総裁にさせない」とうそぶくほどであった（ただし佐藤に対しては、もともと佐藤が当選前に官房長官についたころから態度がでかい官僚だとして毛嫌いしていた）。一方の佐藤も大野を評価しておらず、大野が死去した際には大野の庶民性を称え「“伴ちゃん”とみんなから愛された故人にならい、私も“栄ちゃん”と呼ばれたい」とコメントしたが、後に「他に褒めようがなかったからだ」と酷評している。

### 渡邉恒雄との関係
読売新聞の渡邉恒雄は政治記者時代、大野の番記者として寵愛を受け、影響力を拡大することとなった。大野は渡邉が来ると人払いをするほどの関係にあり、渡邉は組閣の際の大野派からの派閥推薦者の選定や、大野の没後、大野派が村上派と船田派に分裂する際にも議員の割り振りにも関与している。『大野伴睦回想録』（弘文堂、1962年。新版 中公文庫、2021年3月）を後にいうゴーストライターとしてまとめている。

### プロレス
力道山を可愛がり、日本プロレスのコミッショナーを務めていたことでも知られている。力道山も大野を非常によく慕っており、大野から「酒を控えろ」と言われた際には、（粗暴な性格だった本人も）素直に控えたという。力道山に憧れて大木金太郎が密入国したことで逮捕されたが、奇しくも力道山の目に止まり弟子入りできた背景には大野の尽力も大きかった。ただし在日朝鮮人自体は、大野が終戦直後に不良三国人集団に襲撃されて以来、毛嫌いしており、日韓基本条約にも終生反対した（条約締結は大野の没後）。

## 家族
大野家
- 父・直太郎[1] - 谷合村村長、助役などを務めた名望家である[3]。
- 母・国枝（1868年 - ?、臼井半四郎の二女）[2]
- 長男[2]
- 二男[2]
- 四男・明（1928年 - 1996年、衆議院議員、参議院議員） - 運輸大臣・労働大臣を務めた。
  - 同妻・つや子（1934年 - 2021年、参議院議員）
  - 同次男・泰正（参議院議員、1959年 - ）

## 著書
- 『新論石田三成』藍南社出版部、1936年2月。全国書誌番号:44006687NDLJP:1026273。
- 『伴睦放談』金融界社、1952年9月。 NCID BN07001324。全国書誌番号:52007789NDLJP:2941575。
  - 『伴睦放談』（復刻限定版）大野明、1982年10月。 NCID BA59864161。
- 『大野伴睦回想録』弘文堂、1962年9月。 NCID BN04283875。全国書誌番号:62008532NDLJP:2974555。
  - 『大野伴睦回想録 義理人情一代記』（新版）弘文堂〈フロンティア・ブックス〉、1964年2月。 NCID BA32569455。全国書誌番号:64002215NDLJP:2974572。
  - 『大野伴睦回想録』（再刊）中央公論新社〈中公文庫〉、2021年3月。ISBN 9784122070424。全国書誌番号:23508632。
- 『大野万木句集』弘文堂、1966年5月。 NCID BA3872195X。全国書誌番号:66006132NDLJP:1362112。

## 伝記
- 大野伴睦先生追想録刊行会編集委員 編『大野伴睦 小伝と追想記』大野伴睦先生追想録刊行会、1970年5月。 NCID BN06999109。全国書誌番号:73002953。
- 大下英治『岸信介VS大野伴睦』静山社〈静山社文庫〉、2009年12月。ISBN 9784863890206。 NCID BC05116714。全国書誌番号:21688019。
- 松岡ひでたか『万木大野伴睦』松岡ひでたか、2016年12月。 NCID BB2289006X。全国書誌番号:22836858。
- 丹羽文生『評伝大野伴睦 自民党を作った大衆政治家』大野つや子・大野泰正監修、並木書房、2021年5月。ISBN 9784890634071。 NCID BC07089995。全国書誌番号:23528921。

## 演じた俳優
- 神田隆（『やくざ戦争 日本の首領、1977年）※役名は小野伴水。
- 久米明（『日本の戦後』、1977年）
- 田崎潤（『小説吉田学校』、1983年）
- 鹿内孝（『官僚たちの夏』、2009年）